# Březnice (vattendrag i Tjeckien, Zlín, lat 49,08, long 17,50)
Březnice är ett vattendrag i Tjeckien.   Det ligger i regionen Zlín, i den östra delen av landet, 250 km sydost om huvudstaden Prag.